# Xã Browns Valley, Quận Big Stone, Minnesota
Xã Browns Valley (tiếng Anh: Browns Valley Township) là một xã thuộc quận Big Stone, tiểu bang Minnesota, Hoa Kỳ. Năm 2010, dân số của xã này là 358 người.